# I'm Alive (Céline Dion-låt)
För andra betydelser, se I'm Alive.
I'm Alive är en sång som spelades in av Céline Dion och den 12 augusti 2002 släpptes som andra singeln från hennes album A New Day Has Come.
Den skrevs av Kristian Lundin och Andreas Carlsson, som tidigare arbetat med Céline Dion och melodin That's the Way It Is 1999.
Sången är signaturmelodi till filmen Stuart Little 2.
"I'm Alive" blev en hit i hela världen, och toppade listorna i Polen (i fem veckor), Hongkong och listan Canadian Adult Contemporary, och tog sig in på topp-tio i de flesta länderna. Den sålde platina i Belgien (50,000) och guld i Frankrike  (250,000).

## Format och låtlistor
3-spårig cd-singel - (Storbritannien)
1. "I'm Alive" (Humberto Gatica mix) – 3:28
2. "Aun Existe Amor" – 3:52
3. "A New Day Has Come" (video) – 3:28

4-spårig cd-singel - (Storbritannien)
1. "I'm Alive" (albumversion) – 3:30
2. "I'm Alive" (Humberto Gatica mix) – 3:28
3. "I'm Alive" (Johnny Rocks rhythm radio edit) – 3:36
4. "I'm Alive" (Joe Bermudez radio edit) – 4:25

3-spårig kassettsingel - (Storbritannien) 
1. "I'm Alive" (Humberto Gatica mix) – 3:28
2. "Aun Existe Amor" – 3:52
3. "I'm Alive" (Johnny Rocks rhythm radio edit) – 3:36

2-spårig cd-singel - (Europeiska unionen) 
1. "I'm Alive" (Humberto Gatica mix) – 3:28
2. "I'm Alive" (Johnny Rocks rhythm radio edit) – 3:36

5-spårig cd-singel - (Europeiska unionen) 
1. "I'm Alive" (Humberto Gatica mix) – 3:28
2. "I'm Alive" (Johnny Rocks rhythm radio edit) – 3:36
3. "Aun Existe Amor" – 3:52
4. "I'm Alive" (Joe Bermudez club mix) – 7:41
5. "A New Day Has Come" (video) – 3:28

4-spårig cd-singel - (Australien) 
1. "I'm Alive" (albumversion) – 3:30
2. "I'm Alive" (The wake up mix) – 3:06
3. "I'm Alive" (Humberto Gatica mix) – 3:28
4. "Aun Existe Amor" – 3:52

## Officiella versioner
1. "I'm Alive" (Joe Bermudez radio edit) – 4:25
2. "I'm Alive" (Joe Bermudez club mix) – 7:41
3. "I'm Alive" (Johnny Rocks rhythm radio edit) – 3:36
4. "I'm Alive" (Johnny Rocks world anthem remix) – 10:47
5. "I'm Alive" (The wake up mix) – 3:06
6. "I'm Alive" (Humberto Gatica mix) – 3:28
7. "I'm Alive" (albumversion) – 3:30

## Listplaceringar
| Lista (2002)                        | Peak Placering |
| ----------------------------------- | -------------- |
| Österrikiska singellistan           | 5              |
| Australiensiska singellistan        | 30             |
| Belgiska singellistan för Flanderns | 2              |
| Belgiska spellistan för Flandern    | 4              |
| Belgiska singellistan för Vallonien | 2              |
| Belgiska spellistan för Vallonien   | 1              |
| Brasilianska spellistan             | 73             |
| Kanadensiska singellistan           | 21             |
| Kanadensiska spellistan             | 18             |
| Canadian Adult Contemporary         | 1              |
| Canadian Contemporary Hit Radio     | 27             |
| Danska singellistan                 | 7              |
| Danska spellistan                   | 2              |
| Nederländska Mega Single Top 100    | 7              |
| Nederländska Mega Top 50            | 14             |
| Nederländska topp 40                | 23             |
| Europeiska singellistan             | 2              |
| Finländska singellistan             | 13             |
| Franska singellistan                | 7              |
| Franska spellistan                  | 15             |
| Tyska singellistan                  | 4              |
| Grekiska singellistan               | 7              |

| Lista (2002)                                   | Topplacering |
| ---------------------------------------------- | ------------ |
| Hongkongs singellista                          | 1            |
| Ungerska singellistan                          | 14           |
| Ungerska spellistan                            | 15           |
| Ungerska listan för utgivarnas favoriter       | 31           |
| Irländska singellistan                         | 22           |
| Italienska singellistan                        | 25           |
| Nyzeeländska singellistan                      | 35           |
| Norska singellistan                            | 22           |
| Norska spellistan                              | 6            |
| Polska nationella spellistan                   | 1            |
| Polska regionala spellistan                    | 1            |
| Polska RMF FM Radio                            | 1            |
| Portugisiska spellistan                        | 4            |
| Spanska singellistan                           | 20           |
| Svenska singellistan                           | 5            |
| Schweiziska singellistan                       | 7            |
| Taiwanesiska spellistan                        | 3            |
| Brittiska singellistan                         | 17           |
| USA:s Billboard Bubbling Under Hot 100 Singles | 11           |
| USA:s Billboard Hot Adult Contemporary Tracks  | 6            |
| USA:s ARC Weekly Top 40                        | 16           |
| Världssingellistan                             | 3            |